# Muhammad al-Chudari
Muhammad Isam Abd al-Azim al-Chudari, Mohamed Essam Abdel Azem El-Khodary (ar. محمد عصام عبدالعظيم الخضري; ur. 18 czerwca 1966 w Ismailii) – egipski zapaśnik walczący w obu stylach. Olimpijczyk z Seulu 1988, gdzie odpadł w eliminacjach w kategorii 68 kg w stylu wolnym.
Zdobywca drugiego miejsca na igrzyskach śródziemnomorskich w 1993,  dwukrotnie trzeci w 1991 i czwarty w 1997. Złoty medalista igrzysk afrykańskich w 1987, 1991 i w obu stylach w 1995. Zdobył dziesięć medali na mistrzostwach Afryki, w tym sześć złotych w 1988, 1989, 1990, 1993 i 1994. Triumfator igrzysk panarabskich w 1992 i 1997,  Mistrz arabski w 1995. Trzeci w Pucharze Świata w 1991 i szósty w 1994 roku.
- Turniej w Seulu 1988

Pokonał Salwadorczyka Gustavo Manzura i przegrał z zawodnikiem Iranu Amirem Rezą Chademim i Syryjczykiem Amarem Wattarem.